# Storms
Storms es el tercer álbum de estudio de la banda peruana de rock psicodélico The Dead-End Alley Band. Es considerado por las críticas locales y extranjeras, como el mejor trabajo que ha hecho la banda a la fecha, y fue el álbum de mejor calificación a nivel Perú, entre los lanzamientos nacionales del 2017, al punto de alcanzar una nominación al mejor álbum del año, a cargo de los Premios Luces de Diario El Comercio (Perú). Sus sonidos pesados, oscuros y más crudos que sus predecesores, fueron los que llamaron la atención de los seguidores de la banda, captando la atención de nueva audiencia. En este álbum, la banda contó con la colaboración de invitados como Diego Valdivia, de la banda Cobra, Noelia Cabrera, de la banda Kusama, y Sergio Calbanapón, vientista y quenista de la agrupación Hermanos Gaitán Castro. Con este material, la banda alcanza ser lanzada en los Estados Unidos, al firmar con el sello norteamericano Forbidden Place Records, y al mismo tiempo, llegan al público de la región latinoamericana, gracias a la firma con el sello South American Sludge Records, de Argentina. A nivel nacional, la banda firma con Necio Records y renueva con Inti Records,  mientras que, con Storms, se termina la era con Nasoni Records, delegando el lanzamiento en vinilo a nivel europeo, en manos del sello alemán Clostridium Records. Se convierte, también, en el último álbum que grabaría la banda con el baterista original Jafer Díaz, quien dejaría la banda por motivos laborales, dándole paso al baterista de la banda REPTIL, Renato Aguilar. El álbum cuenta con seis temas inéditos y tres bonus tracks, divididos en los distintos formatos en los que salió el material. Estos temas fueron compuestos y producidos en su totalidad por toda la banda, entre los que destacan temas como Headstone Fortress, del cual, la banda realizó su primer videoclip, para promocionar el álbum, Thunderbolts & Lace, donde muestran su faceta ágil al estilo Deep Purple or Lucifer Friend, y Waiting For The Void, donde las reminiscencias de los andes peruanos cobran vida en una marcha ritual y oscura. Con este álbum, la banda consolida su estilo pesado.

## Historia
El 14 de febrero de 2015, la banda a inicio a la maquetación de ideas de lo que sería el álbum. Durante ese verano, la banda se hace con quince maquetas de temas de distinto corte, entre los que ya se encontraban algunos temas que hoy pertenecen al álbum. Posteriormente, la banda pone un alto a las grabaciones, para centrarse en lo que sería la gira a Europa que realizarían en noviembre de ese mismo año.
Al regreso, la banda trae consigo nuevas ideas, y vuelven a juntarse en febrero de 2016, para recapitular las maquetaciones, y grabarlas de forma casera, con lo que podrían empezar a depurar.
Durante el 2016, la banda fue depurando y ensayando el material registrado, quedándose solo con nueve temas que finalmente formarían parte del álbum, y sus respectivos bonus tracks.
Para el mes de octubre, la banda anuncia el nombre del disco 'Storms' y un artwork que posteriormente fue reemplazado por el definitivo.
El 20 de noviembre de 2016, la banda ingresa a los estudios de Zairam Records, a grabar en vivo el disco. Fue el primer disco de la banda que fue grabado de esa manera, con la participación activa de todos sus integrantes. 
Durante los meses siguientes, la banda recurriría a músicos invitados, como Diego Valdivia de la banda COBRA. Marco Marín, del sello Tóxiko Records. Noelia Cabrera, de la banda KUSAMA, y Sergio Calbanapon, vientista de los hermanos Gaitán Castro.
Para mediados de 2017, la banda había anunciado muchas novedades sobre lo que vendría con el disco. Primero, fue mostrado a nivel privado en el otrora Hensley Bar, de Monterrico, Lima, hogar de muchas de las bandas underground de dicha escena. 
Luego, la banda realiza el anuncio de la firma con los sellos South American Sludge Records (Argentina), Necio Records, Inti Records, Forbidden Place Records (Estados Unidos) y el anuncio de mayor impacto que significó el cambio de Nasoni Records (Alemania) a Clostridium Records (Alemania), siendo estos últimos, los encargados del lanzamiento en vinilo en Alemania y resto de Europa.
Así, el 18 de agosto de 2017, el álbum es lanzado primero en forma digital. Posteriormente, fueron llegando las fechas de los lanzamientos físicos en distintas partes del Mundo.

## Lanzamientos
- 18 de agosto de 2017 (Digital)
- 21 de octubre de 2017 (CD)
- 10 de diciembre de 2017 (CD)
- 19 de enero de 2018 (LP)
- 20 de enero de 2018 (LP)

## Listado de canciones

### LP
01. Red Woman

02. Headstone Fortress

03. Need You (It's Enough)

04. Thunderbolts & Lace

05. The Clock Has Stopped

06. Waiting For The Void

Bonus Track: Something In The Water

### CD (Perú)
01. Red Woman

02. Headstone Fortress

03. Need You (It's Enough)

04. Thunderbolts & Lace

05. The Clock Has Stopped

06. Waiting For The Void

### CD (Estados Unidos)
01. Red Woman

02. Headstone Fortress

03. Need You (It's Enough)

04. Thunderbolts & Lace

05. The Clock Has Stopped

06. Waiting For The Void

Bonus Track: Aqua Turquoise (Electric Version)

### Digital
01. Red Woman

02. Headstone Fortress

03. Need You (It's Enough)

04. Thunderbolts & Lace

05. The Clock Has Stopped

06. Waiting For The Void